# Monnow Valley Studio
Monnow Valley Studio és un estudi de gravació a Rockfield, Monmouthshire, Gal·les.

## Història
A la dècada de 1970, Monnow Valley va ser la instal·lació d'assaig dels famosos Rockfield Studios. Es va convertir en un estudi independent a la dècada de 1980 propietat de Charles Ward després de separar-se dels Rockfield Studios i ha estat utilitzat per moltes bandes com Stereophonics, the Charlatans, Manic Street Preachers, Queen, Black Sabbath, Iggy Pop i Oasis, que van utilitzar una imatge de l'interior de l'estudi com a portada del senzill "Supersonic".

## Clients
Durant els últims trenta anys, l'estudi ha estat utilitzat per molts artistes d'èxit:
- Amplifier
- Attack! Attack!
- Devil Sold His Soul[1]
- Black Sabbath[1]
- Blood Red Shoes
- Biffy Clyro
- Billy Bragg[1]
- Bullet for My Valentine
- Busted
- Casino
- Catatonia
- The Charlatans[2]
- The Coral
- Deadbeat Darling
- Delphic
- Devin Townsend
- The Enemy
- Feeder
- Fredrika Stahl
- Funeral for a Friend
- Future of the Left
- GLC
- Iggy Azalea
- Joss Stone
- Kaiser Chiefs
- Laura Marling
- Led Zeppelin
- Manic Street Preachers[1]
- Marti Pellow
- Neck Deep
- Oceansize
- Oasis[3]
- Ozzy Osbourne
- The Pigeon Detectives
- Eugene Francis Jnr
- Robert Plant
- Iggy Pop
- Portishead
- Pulp[2]
- Pretty Violet Stain
- Queen
- Rush
- Simple Minds
- Stereophonics[1]
- Super Furry Animals[2]
- Sylosis
- The Stone Roses
- The View
- Tom Jones
- Twin Peaks
- Yes Sir Boss